# Krzesin-Parcel
Krzesin-Parcel (prononciation [ˈkʂɛɕin ˈpart͡sɛl]) est une localité de la gmina de Kutno, du powiat de Kutno, dans la voïvodie de Łódź, située dans le centre de la Pologne.

## Administration
De 1975 à 1998, la localité était attachée administrativement à l'ancienne voïvodie de Płock.

Depuis 1999, elle fait partie de la nouvelle voïvodie de Łódź.